# Truro (stacja kolejowa)
Truro – stacja kolejowa w mieście Truro w Kornwalii na linii kolejowej Cornish Main Line z odgałęzieniem do Falmouth (linia Maritime Line).

## Ruch pasażerski
Stacja obsługuje ok. 1 048 568 pasażerów rocznie (dane za rok 2021/2022). Posiada połączenie z Birmingham, Bristolem Exeterem, Glasgow, Londynem, Newquay, Penzance, Perranwell, Plymouth, Taunton.

## Obsługa pasażerów
Kasy biletowe, automat biletowy, informacja kolejowa, WC, bar, przystanek autobusowy, postój taksówek.